# Bibliothèque publique de San Francisco
La bibliothèque publique de San Francisco (en anglais : San Francisco Public Library) désigne le réseau des bibliothèques municipales de la ville de San Francisco en Californie. La bibliothèque centrale se trouve dans le Civic Center, sur Larkin Street at Grove.

## Historique

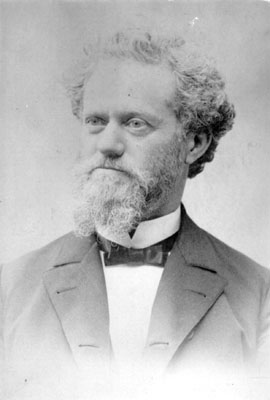
photo d'Andrew Smith Hallidie (avant 1900)

En 1868, le président de l’Institut mécanique de San Francisco, Andrew Smith Hallidie y fonde une bibliothèque. Dès 1877,  c’est-à-dire à l’époque de la ruée vers l’or, il réunit les San-Franciscains pour demander l'édification d'une bibliothèque publique dans la cité. 
San Francisco était alors en plein développement économique et culturel, notamment par la présence d’intellectuels, tels que Mark Twain, un écrivain célèbre.
Un conseil est alors mis en place pour réfléchir au projet qui est finalement entériné par le Rogers Act (1878) et signé par le gouverneur de Californie de l'époque, William Irwin. Ce dernier décide de financer la bibliothèque en créant un nouvel impôt sur la propriété. 
La première bibliothèque municipale de San Francisco ouvre ses portes au public en 1879 sur Bush Street. Selon Andrew Smith Hallidie, le mandat de la bibliothèque publique de San Francisco se doit de promouvoir la bonne éthique, auprès de jeunes San-Franciscains. Son premier directeur est Albert Hart. Elle connaît ensuite de nombreuses modifications et déménagements. 
En 1888, elle prend ses quartiers sur Larkin Street dans une aile de l'hôtel-de-ville. Elle inaugure ses premières bibliothèques de quartier en 1888-1889 à Mission District, North Beach et Potrero Hill. 
En 1906, la ville de San Francisco fait face à un tremblement de terre, qui déclenche un incendie au sein de la bibliothèque centrale, près de 142 000 livres sont brûlés, ainsi que la majorité des journaux et des magazines. Ce n’est qu’en 1917, que la bibliothèque centrale de San Francisco peut rouvrir ses portes à la suite de sa reconstruction. 
Cette nouvelle bibliothèque fut décorée, selon le style architectural de la Renaissance italienne, arborant des arches romaines à ses fenêtres. Dès 1943, en raison des restrictions budgétaires de la ville, les bibliothèques publiques de San Francisco affrontent des problèmes monétaires d’envergure. 
De 1988 à 1993, à la suite de la campagne des Amis de la bibliothèque de San Francisco (Friends of San Francisco’s library), des fonds de 190,5 millions sont réinjectés dans les bibliothèques publiques de San Francisco. 
En 1990, le réseau des bibliothèques participera à la conférence AIDS.  Des bénévoles des bibliothèques publiques de San Francisco y présentèrent, entre autres, de nouvelles bases de données en ligne. On  compte aujourd'hui vingt-huit bibliothèques publiques à San Franscico. 
En 2007, l'ensemble des bibliothèques publiques de San Francisco compte plus de 2,46 millions d'ouvrages, dont 1,27 million sont conservés dans la bibliothèque centrale. En 2008, San Franscico comportait trois bibliothèques publiques, dites vertes, c’est-à-dire la bibliothèque de Noe Valley, celle de Mission Bay et celle de la côte occidentale de San Francisco.
La bibliothèque de Noe Valley possède un jardin communautaire et des places de stationnement réservées en priorité aux autobus de San Francisco. La bibliothèque de Mission Bay, pour sa part, possède un arbre la traversant de part en part, ainsi qu’un plancher recyclé à partir de pneus et de bouchons de liège et des panneaux solaires. Finalement, la bibliothèque de la côte occidentale bénéficie d’une large baie vitrée écoénergétique.

## Bibliothèque centrale
L'actuel bâtiment qui abrite la bibliothèque centrale a été construit en 1993-1995 et coûta 109,5 millions de dollars. Il fut ouvert au public le 18 avril 1996 ; sa superficie totale est de 35 000 m2 répartis sur six étages et un sous-sol. 
La nouvelle bibliothèque est deux fois plus grande que l'ancienne, qui avait été endommagée par le tremblement de terre de Loma Prieta en 1989. Elle a été équipée de centaines d'ordinateurs. 
La nouvelle bibliothèque réussit à doubler sa fréquentation qui est passée de 1,1 million de visiteurs à 2,1 millions lors de la première année de fonctionnement.